# Sciame di dicchi Sudbury
Lo sciame di dicchi Sudbury è uno sciame di dicchi risalente al Mesoproterozoico e situato nella parte nordorientale della provincia canadese dell'Ontario.
Lo sciame di dicchi Sudbury ha un'età di 1,238 milioni di anni e quindi è più recente dell'evento di impatto che ha formato il cratere di Sudbury e predata anche l'impatto che dato luogo alla formazione del Lago Wanapitei.